# Hostal dos Reis Católicos
L'Hostal dos Reis Católicos è un hotel a cinque stelle che fa parte della catena alberghiera spagnola dei Parador e che si trova in Praza do Obradoiro a Santiago de Compostela.
L'Hostal era stato realizzato per ospitare i pellegrini che raggiungevano Santiago de Compostela al termine del Cammino ed è considerato uno degli hotel più antichi del mondo ancora in attività. Prende il nome dai Re cattolici perché i fondi per la sua costruzione furono offerti dalla regina Isabella I di Castiglia e dal re Ferdinando II d'Aragona dopo che nel 1486 avevano completato il pellegrinaggio attraverso la Spagna settentrionale.
La costruzione dell'edificio iniziò nel 1501 e durò più di dieci anni sotto la supervisione dell'architetto Enrique Egas. 
L'Hostal fungeva da ospedale e da ospizio dove i pellegrini potevano riprendersi dopo aver completato il pellegrinaggio ed era presente uno staff multilingue composto da medici, infermieri e sacerdoti, reperibili 24 ore su 24, che offriva servizi gratuitamente. Poiché l'Hostal era essenzialmente un grande ospedale, attirò molti medici e studiosi ed iniziò a fornire assistenza medica a tutta la popolazione cittadina finché nel 1954 il caudillo Francisco Franco decise di trasferire le strutture mediche in una nuova sede e trasformare l'edificio in un moderno hotel.
Nel 1986 l'albergo venne incorporato nella rete dei Paradores e, con le sue 137 camere, è il parador più grande della rete per capienza. Nonostante ciò l'hotel continua la tradizione di ospitalità, offrendo servizi gratuiti ad un numero limitato di pellegrini ogni giorno.